# Vincenzo Iaquinta
Vincenzo Iaquinta, född 21 november, 1979 i Cutro, Crotone, är en italiensk före detta fotbollsspelare (anfallare).

## Klubbkarriär

### Tidiga år
Vincenzo Iaquinta spelade sin första säsong som professionell i Reggiolo tillsammans med sin bror 1996/1997 innan han flyttade till Serie B-klubben Padova i januari 1998 efter att ha gjort 8 mål på 30 matcher. I Padova blev tiden kort och han flyttade redan efter 6 månader efter att ha gjort 3 mål på 13 matcher, ny klubbadress blev Serie C-laget Castel di Sangro. Under hans två år i klubben så etablerade han sig i startelvan och blev en viktig spelare för laget. Iaquinta spelade 52 och gjorde 8 mål. Efter ett flertal fina insatser så köptes han av Serie A-klubben Udinese.

### Udinese
I juni 2000 köpte Udinese Calcio Iaquinta och under hans första säsong i klubben gjorde han 14 matcher och 2 mål i ligan och säsongen efter 22 matcher och 2 mål. Det var inte förrän hans tredje säsong i klubben som han lyckades ta en ordinarie plats då han gjorde 26 matcher och 7 mål, då Udinese kvalificerade sig för europaspel. Han gjorde 29 matcher och 11 mål säsongen 2003/2004 och förbättrade sig än mer till efterföljande säsong då han gjorde 13 mål i seriespelet. I sin sjätte säsong med klubben gjorde han 17 mål på 34 matcher och gjorde dessutom ett hat trick i en Champions League match. Trots att han först inte ville skriva på ett nytt kontrakt så blev det en förlängning av kontraktet efter att lyssnat på sin fars råd. Efter hans fina säsong 2006/2007 då han gjorde 14 mål på 30 matcher och bildade ett fruktat anfallspar tillsammans med Antonio Di Natale så köptes han senare av ligakonkurrenten Juventus.

### Juventus
19 juni 2007 köpte Juventus Iaquinta för 11,3 miljoner euro, då han krev på ett femårs kontrakt. Under sin första säsong så användes han mest som inhoppare för dem mer rutinerade spelarna Alessandro Del Piero och David Trezeguet, som tillsammans gjorde 41 mål bara i Serie A. Han var ofta inhoppare och gjorde totalt 9 mål första året, många av dem viktiga, som det avgörande målet mot Napoli i april 2008.
Inför säsongen 2008/2009 räknades Iaquinta bara som fjärde forward efter att Juventus under sommaren köpt in Amauri från Palermo. Men Iaquinta tog chansen när både David Trezeguet och Amauri var skadade. Bland annat så gjorde han ett mål i andra matchen i åttondelsfinalen i Champions League 2008/2009 mot Chelsea. Trots hans mål fick Juventus bara 2-2 och åkte ur turneringen. Under hans andra år i klubben så gjorde han 38 matcher och 16 mål. Efter att Claudio Ranieri fått sparken och Ciro Ferrara tagit över så fick Iaquinta mycket speltid ända tills han råkade ut för en skada som höll honom borta från fotbollen i 5 månader.

## Internationellt
Iaquinta var med i Italiens lag som vann VM-guld 2006. Han gjorde Italiens andra mål i vinsten över Ghana i första gruppspelsmatchen. Han fick spela i 5 av 7 av Italiens matcher i turneringen, även semifinalen och finalen. EM 2008 missade han på grund av skada. I VM 2010 gjorde han ett mål på straff under gruppspelet.